# Mistrzostwa Europy w Łyżwiarstwie Szybkim w Wieloboju 1910
20. mistrzostwa Europy w łyżwiarstwie szybkim w wieloboju odbyły się w dniach 26–27 lutego 1910 roku w Wyborgu, na terenie Imperium Rosyjskiego. W zawodach brali udział tylko mężczyźni. Zawodnicy startowali na czterech dystansach: 500 m, 1500 m, 5000 m i 10000 m. Złoto wywalczył reprezentant gospodarzy Nikołaj Strunnikow.

## Uczestnicy
W zawodach wzięło udział 20 łyżwiarzy z 5 krajów. Sklasyfikowanych zostało 8.
| Państwa biorące udział w mistrzostwach | Państwa biorące udział w mistrzostwach | Państwa biorące udział w mistrzostwach | Państwa biorące udział w mistrzostwach | Państwa biorące udział w mistrzostwach |
| -------------------------------------- | -------------------------------------- | -------------------------------------- | -------------------------------------- | -------------------------------------- |
| Austro-Węgry                           | Dania                                  | Imperium Rosyjskie                     | Norwegia                               | Szwecja                                |

## Wyniki
- DNS – nie wystartował, DNF – nie ukończył, NC – nie zakwalifikował się, f – wywrócił się

| Pozycja | Zawodnik            | Kraj               | 500 m       | 5000 m        | 1500 m       | 10000 m      | Suma pkt. |
| ------- | ------------------- | ------------------ | ----------- | ------------- | ------------ | ------------ | --------- |
| 01 !    | Nikołaj Strunnikow  | Imperium Rosyjskie | 47.6 (2.)   | 9:49.4 (1.)   | 3:05.0 (2.)  | 24:42.8 (2.) | 7         |
| 02 !    | Magnus Johansen     | Norwegia           | 50.2 (9.)   | 9:51.0 (2.)   | 3:03.4 (1.)  | 24:04.0 (1.) | 11        |
| 03 !    | Oscar Mathisen      | Norwegia           | 47.2 (1.)   | 10:04.8 (3.)  | 3:08.8 (5.)  | 26:09.6 (7.) | 16        |
| 4.      | Väinö Wickström     | Imperium Rosyjskie | 49.4 (6.)   | 10:12.2 (6.)  | 3:11.2 (6.)  | 25:19.2 (4.) | 20        |
| 5.      | Martin Sæterhaug    | Norwegia           | 48.8 (3.)   | 10:15.2 (7.)  | 3:06.2 (3.)  | 28:05.4 (9.) | 20        |
| 6.      | Björn Damstén       | Imperium Rosyjskie | 49.0 (4.)   | 10:22.0 (11.) | 3:07.0 (4.)  | 26:08.2 (6.) | 22        |
| 7.      | Jewgienij Burnow    | Imperium Rosyjskie | 53.6 (13.)  | 10:17.2 (10.) | 3:21.0 (11.) | 24:59.8 (3.) | 25        |
| 8.      | Thomas Bohrer       | Austro-Węgry       | 49.2 (5.)   | 10:31.0 (13.) | 3:26.4 (14.) | 26:57.8 (8.) | 30        |
| DNF     | Franz Wathén        | Imperium Rosyjskie | 49.4 (6.)   | 10:34.6 (14.) | 3:30.4 (17.) | DNF          |           |
| DNF     | Grigorij Kiselew    | Imperium Rosyjskie | 54.0 (15.)  | 10:41.2 (16.) | 3:26.6 (15.) | DNF          |           |
| DNF     | Birger Carlsson     | Szwecja            | 51.6 (12.)  | 10:27.2 (12.) | 3:20.9 (10.) | DNF          |           |
| DNF     | T. Hagman           | Imperium Rosyjskie | 54.0 (15.)  | 10:41.8 (17.) | 3:30.0 (16.) | DNF          |           |
| DNF     | Nikołaj Rundialcew  | Imperium Rosyjskie | 59.6f (18.) | 10:07.4 (5.)  | 3:15.0 (8.)  | DNF          |           |
| NC      | Antti Wiklund       | Imperium Rosyjskie | 50.2 (9.)   | 10:15.2 (7.)  | 3:20.8 (9.)  | NC           |           |
| NC      | Ejnar Sørensen      | Dania              | 53.6 (13.)  | 10:39.4 (15.) | 3:25.8 (13.) | NC           |           |
| NC      | Johan Vikander      | Imperium Rosyjskie | 49.4 (6.)   | 10:05.8 (4.)  | 3:11.6 (7.)  | NC           |           |
| DNF     | Alexander Bäckström | Imperium Rosyjskie | 51.2 (11.)  | 10:55.0 (18.) | 3:23.0 (12.) | 99:59.9 !    |           |
| DNF     | Stepan Nekrasow     | Imperium Rosyjskie | 54.4 (17.)  | 10:17.0 (9.)  | DNF          | 25:35.4 (5.) |           |
| DNF     | Arne Schrey         | Imperium Rosyjskie | DNF         | 99:59.9 !     | 9:59.9 !     | 99:59.9 !    |           |
| DNF     | Knut Törnroth       | Imperium Rosyjskie | DNF         | 99:59.9 !     | 9:59.9 !     | 99:59.9 !    |           |